# Macrodascillus scalaris
Macrodascillus scalaris is een keversoort uit de familie moerasweekschilden (Scirtidae). De wetenschappelijke naam van de soort werd in 1895 gepubliceerd door Arthur Mills Lea.